# ما ییبو
ما ییبو (انگلیسی: Ma Yibo؛ زادهٔ ۸ اوت ۱۹۸۰) ورزشکار هاکی روی چمن اهل چین است.
وی در مسابقات کشوری و بین‌المللی در مجموع برندهٔ ۳ مدال طلا، ۲ مدال نقره شده است.